# Luís de Matos Monteiro da Fonseca
Luís de Matos Monteiro da Fonseca (Illa de Santo Antão, 17 de maig de 1944) és un diplomàtic de Cap Verd. Fou el secretari executiu de la Comunitat de Països de Llengua Portuguesa (CPLP) entre 2004 i 2008.

## Biografia
Abans de la independència del Cap-Verd, de Matos Monteiro fou membre del Partit africà per la independència de Guinea i Cap Verd (PAIGC), llavors un partit clandestí, i participà en la lluita per la independència del Portugal. Ha estat empresonat en diversos indrets, sobretot al camp de Tarrafal. Treballà entre 1964 i 1967 com cap de la secció comercial de l'empresa de peix "Congel", a l'illa de São Vicente.
De 1973 a 1974 va ser secretari general de l'associació comercial, industrial i agrícola de Barlavento. Amb la independència de 1975, de Matos Monteiro participà en la direcció del PAIGC i ha estat elegit diputat a l'Assemblea nacional popular (ANP) els anys 1975, 1980 i 1985. El 1986 va treballar al ministeri dels Afers estrangeres del Cap-Verd.
Fou nomenat ambaixador a La Haia per de la Comunitat Europea entre 1987 i 1991, i a continuació ambaixador a Moscou de 1991 a 1994. De 1994 a 1996, va ser director general d'afers polítics, i després director general de la política d'estrangeria fins al 1999. De Matos Monteiro esdevingué llavors ambaixador de Cap Verd a les Nacions Unides a Viena del 1999 a 2001, abans d'esdevenir el representant permanent del Cap Verd a l'escó de les Organització de les Nacions Unides a Nova York entre 2001 i 2004.